# Sheerness
Sheerness è una cittadina di 11 654 abitanti della contea del Kent, in Inghilterra, situata nell'isola di Sheppey.